# Neoarcturus youngi
Neoarcturus youngi är en kräftdjursart som först beskrevs av Brian Frederick Kensley 1978.  Neoarcturus youngi ingår i släktet Neoarcturus och familjen Holidoteidae. Inga underarter finns listade i Catalogue of Life.